# Dactylorhiza baltica
Dactylorhiza majalis là một loài phong lan.

## Hình ảnh

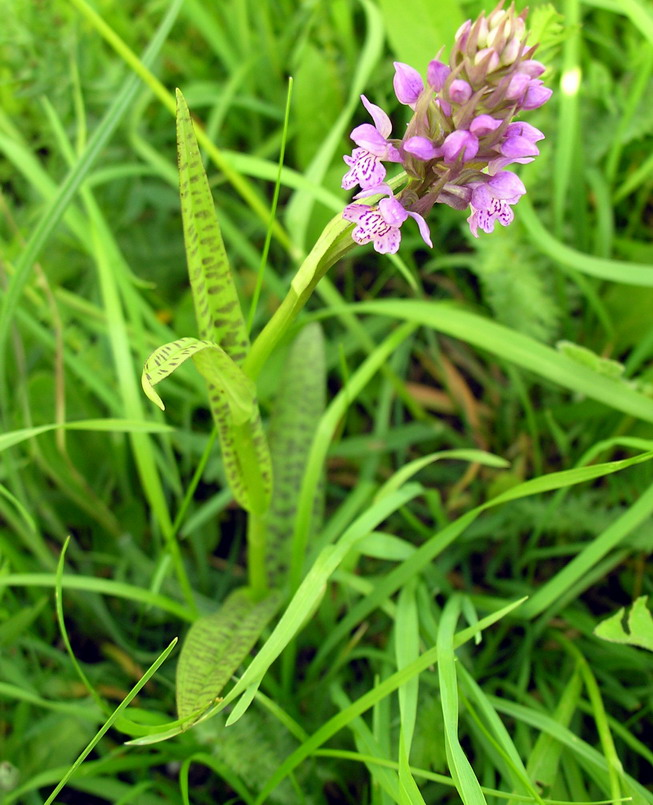
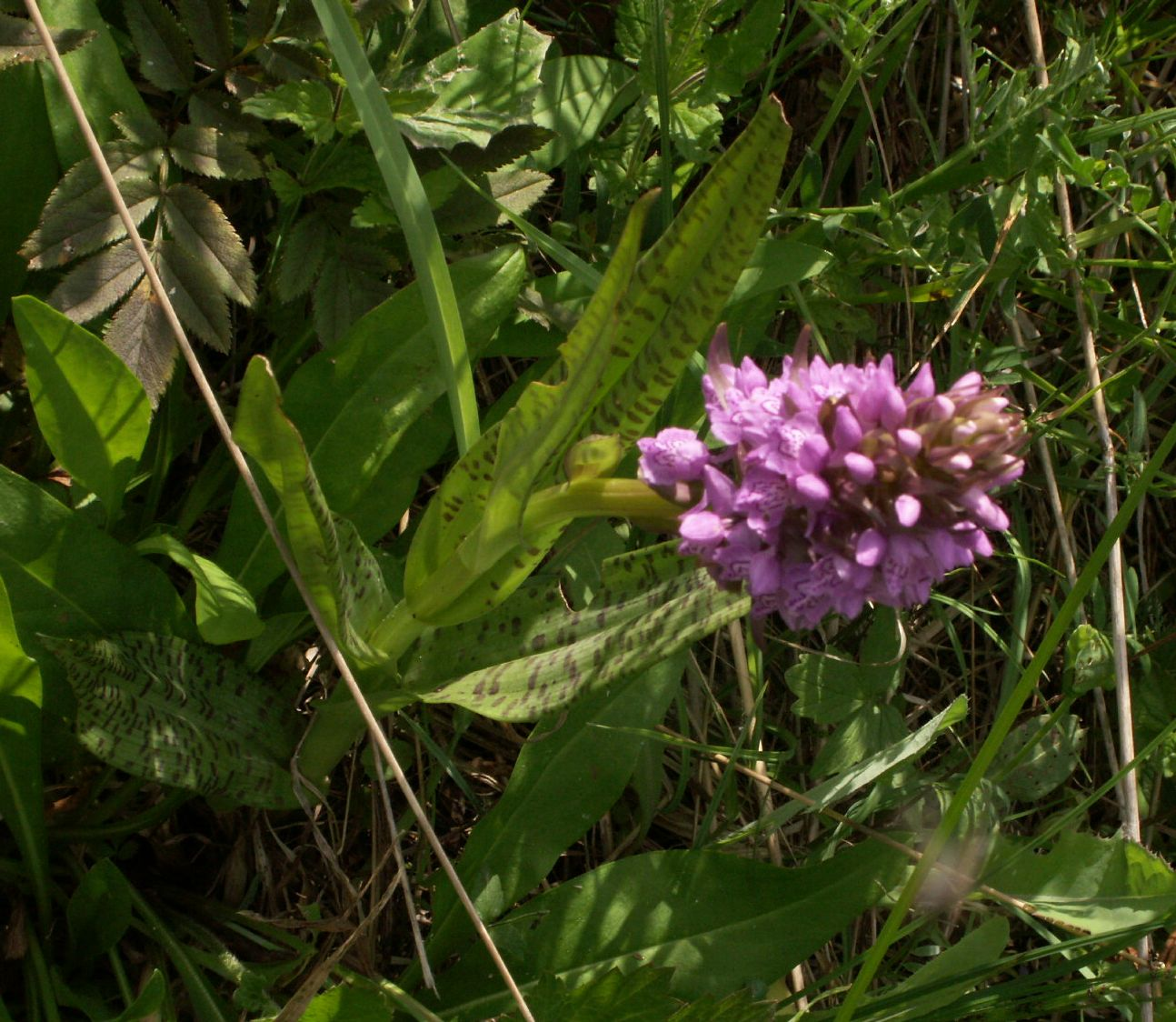
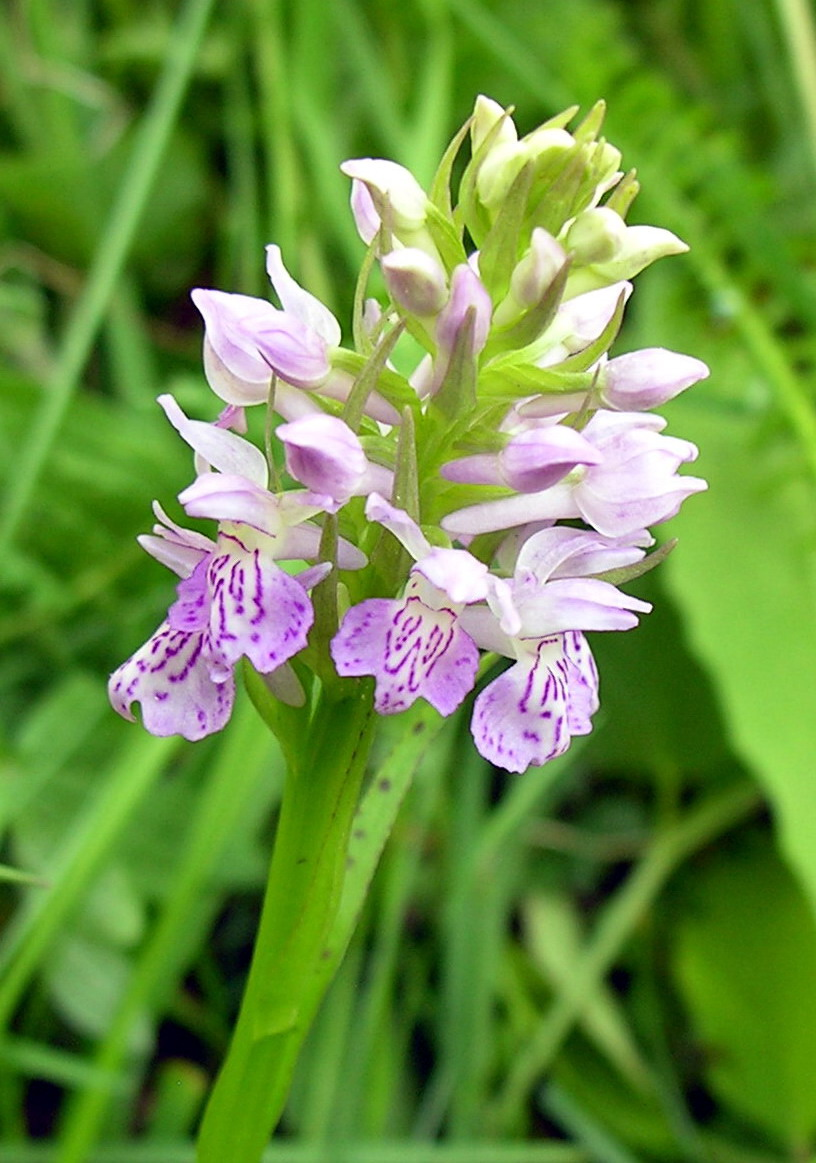
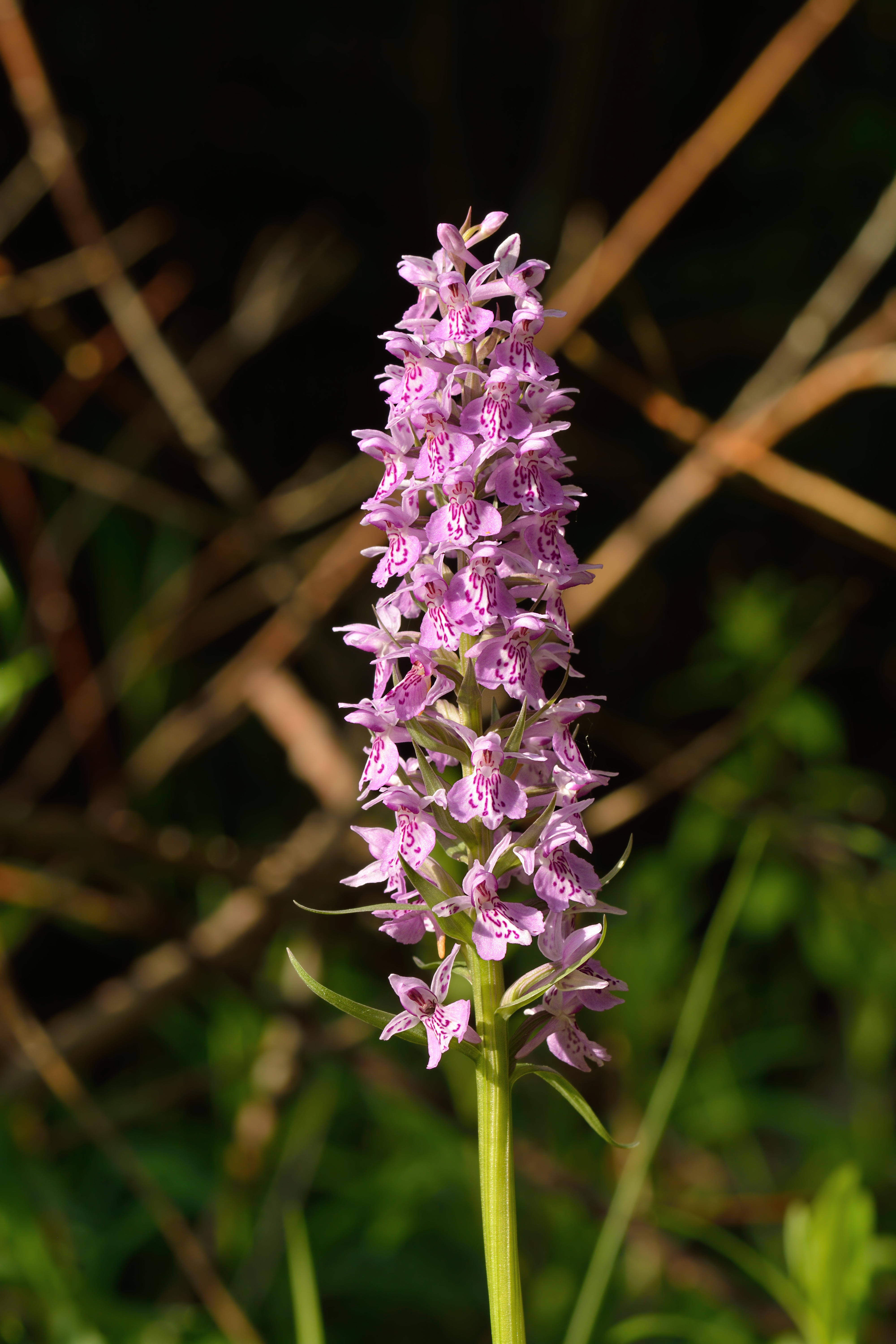